# Klein Gusborn

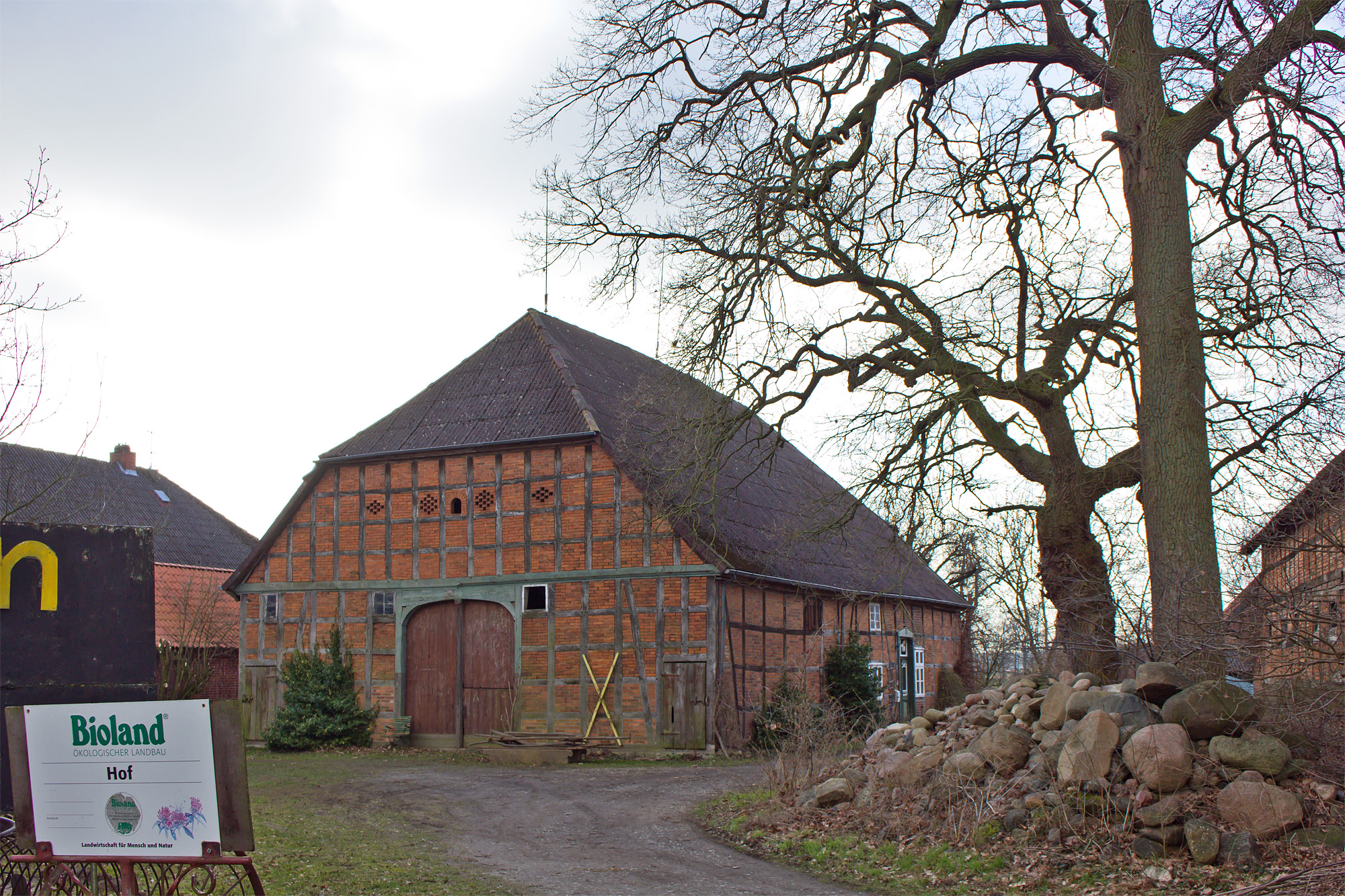
Baudenkmal "Alte Dorfstraße 13" in Klein Gusborn (2015)

Klein Gusborn ist ein Ortsteil der Gemeinde Gusborn im Landkreis Lüchow-Dannenberg in Niedersachsen.

## Geographie
Der Ort liegt zwei Kilometer südlich von Quickborn, dem Sitz der Gemeinde.

## Geschichte
Für das Jahr 1848 wird angegeben, dass Klein Gusborn 35 Wohngebäude hatte, in denen 232 Einwohner lebten. Zu der Zeit war der Ort nach Quickborn eingepfarrt, die Schule befand sich in Groß Gusborn.
Am 1. Dezember 1910 hatte Klein Gusborn als eigenständige Gemeinde im Kreis Dannenberg 248 Einwohner. Am 1. Juli 1972 wurde die bis dahin selbständige Gemeinde in die neu gebildete Gemeinde Gusborn eingemeindet.